# Peter Berglar
Peter Berglar (o Hans-Peter Berglar-Schröer) (Kassel, 8 de febrero de 1919 - Colonia, 10 de noviembre de 1989) fue un historiador alemán. Profesor de Historia medieval y moderna en la Universidad de Colonia, es conocido por sus numerosas publicaciones entre las cuales se cuenta como una de las mejores su biografía de Tomás Moro. 

## Biografía
Peter Berglar nació en Kassel en 1919, y creció en Darmstadt. Estudió Medicina en Berlín y recibió el título en 1944. Practicó la medicina hasta 1966, dentro de la especialidad de medicina interna en Colonia.
Estudió Historia, Filología Germánica e Historia Hispánica y Latinoamericana en la Universidad de Colonia. Terminó sus estudios de doctorado en 1969. Su tesis doctoral fue publicada. En 1970, fue nombrado profesor de Historia medieval y moderna en la Universidad de Colonia.
Berglar escribió numerosas obras literarias, ensayos y artículos para revistas científicas, periódicos y radio.

### Obras de Berglar
Tesis doctoral
- Walther Rathenau: Seine Zeit, sein Werk, seine Persönlichkeit. Schuenemann, Bremen 1970, ISBN 3-7961-3010-0 (edición de 1982)

Libros y artículos
- Schiller oder der heroische Irrtum (Schiller or the Heroic Fallacy). Bonn 1959.
- Welt und Wirkung. Gedanken über Menschen, Christen, Deutsche. (World and Effect). Bibliotheca Christiana, Bonn 1961, ISBN B0000BGDZP
- Verhängnis und Verheißung. Papst Hadrian VI. - Der "Jesuitenstaat" in Paraguay. (Doom and Promise). Bibliotheca Christiana, Bonn 1963
- Die Gesellschaftliche Evolution der Menschheit (The Social Evolution of Humanity). Bibliotheca Christiana, Bonn 1965, ISBN B0000BGDZI
- Personen und Stationen. Deutschlands, Europas, der Welt zwischen 1789 und heute (Persons and Milestones: of Germany, of Europe, and of the World from 1789 to the present). Bibliotheca Christiana, Bonn 1966, ISBN B0000BQ1FM
- Fortschritt zum Ursprung. Die Geschichtsneurose des modernen Menschen. Otto Müller, Salzburg 1978, ISBN 3-7013-0571-4
- “Geschichte als Tradition. Geschichte als Fortschritt”, en Archiv für hessische Geschichte und Altertumskunde, 1989, vol 47, p. 401–402

Biografías
- Annette von Droste-Hülshoff. Reinbeck 1967, ISBN B0000BQ1FI
- Wilhelm von Humboldt. Rowohlt-Verlag, Reinbeck 1970, ISBN 3-499-50161-9
- Matthias Claudius. Rowohlt-Verlag, Reinbeck 1972; 2003 ISBN 3-499-50192-9
- Metternich -- Metternich. Kutscher Europas, Arzt der Revolutionen. Göttingen 1973, ISBN 3-7881-0079-6
- Konrad Adenauer -- Konrad Adenauer : Konkursverwalter oder Erneuerer der Nation? Göttingen 1975, ISBN 3-7881-0087-7
- Thomas More -- Die Stunde des Thomas Morus – Einer gegen die Macht. Freiburg 1978; Adamas-Verlag, Köln 1998, ISBN 3-925746-78-1 (t. al castellano: ‘‘La hora de Tomás Moro. Solo frente al poder’’. Palabra. Madrid).
- Maria Theresa -- Maria Theresia. Rowohlt-Verlag, Reinbeck 1980; 2004 ISBN 3-499-50286-0
- Walther Rathenau -- Walther Rathenau. Ein Leben zwischen Philosophie und Politik. Styria-Verlag, Graz 1987 ISBN 3-222-11667-9
- Josemaría Escrivá -- Opus Dei. Leben und Werk des Gründers, Josemaria Escrivá. Adamas-Verlag, Köln 2005, ISBN 3-925746-67-6 (‘‘Opus Dei: Vida y obra del fundador, Josemaría Escrivá’’, Eds. Rialp. Madrid).
- San Pedro -- Petrus. Adamas-Verlag, Köln 1999, ISBN 3-925746-79-X

### Sobre Berglar
- Antonio R. Rubio, El universo espiritual de un hombre de acción